# Дудник, Иван Емельянович
Иван Емельянович Дудник (1920—1985) — советский работник сельского хозяйства, бригадир плодоовощного совхоза-техникума имени И. Солтыса Рыбницкого района Молдавской ССР.

## Биография
Родился 20 января 1920 года в посёлке (ныне город) Каменка Каменского района в семье крестьянина-бедняка.
С 1936 года работал в колхозе «20 лет Октября» Каменского района. С 1940 года служил в РККА, был участником Великой Отечественной войны, отмечен боевыми наградами.С 1946 по 1964 годы работал табаководом в колхозе им. М. И. Калинина Каменского района, а после объединения колхоза с Молдавским плодоовощным совхозом-техникумом им. И. Солтыса, Дудник возглавил табаководческую бригаду.
В период 1963—1965 годов в среднем за год с каждого из 20 гектаров, возделываемых бригадой, было получено по 28,7 центнеров табачного сырья при норме 14 центнеров. В 1965 году более половины собранного табачного листа было сдано высшим и первым сортами.
Также занимался общественной деятельностью — неоднократно избирался депутатом поселкового совета Каменки, также был депутатом Верховного совета Молдавской ССР VII созыва и являлся заседателем районного народного суда.
Умер 24 марта 1985 года.

## Награды
- Указом Президиума Верховного Совета СССР от 30 апреля 1966 года за успехи, достигнутые в увеличении производства и заготовок табака, И. Е. Дуднику было присвоено звание Героя Социалистического Труда с вручением ордена Ленина и Золотой медали «Серп и Молот».
- Был награждён медалями, среди которых «За доблестный труд», а также медалями ВДНХ СССР.